# 中国县域经济报
《中国县域经济报》是由经济日报社主管主办，中国县域经济报社出版的报纸。定位为“专注报道县域经济社会新闻、服务区域经济社会发展的国家级综合性报纸”。其前身是2004年1月5日创刊的《经济日报·农村版》，2007年1月1日更名为《中国县城经济报》。每周一、周四出版。